# أهلا بالحب (فلم)
أهلا بالحب هو فيلم مصري عرض عام 1968، بطولة فريد شوقي وصباح، تأليف وإخراج محمد سلمان.

## قصة الفيلم
يعمل (حسين) حارسًا في جراج، ويحلم بأن يكون غنيًا، لذا فهو يستعير ملابس فاخرة من صديقه المكوجي لحضور حفلات الأغنياء بها، والظهور في المجتمع المخملي، وفي إحدى الحفلات يتعرف على المطربة (دينا) التي تقع في غرامه، وتصدم حين تعلم حقيقته وأنه ليس غنيًا كما يوهمها فتتركه. وبالصدفة يعلم (حسين) أن لدى دينا شقيقة بدوية كان قد تم اختطافها وهي صغيرة وتعيش في الجبل، فيحاول استعادتها لكي يستعيد حب (دينا).

## طاقم التمثيل
- فريد شوقي: (حسن)
- صباح: (دينا)
- عبد السلام النابلسي: (صاروخ حمدي)
- عبد الله شماس: (أمير)
- جوليا ضو: (عبلة بنت قحطان)
- سمير معلوف: (مكوجي)
- وداد جبور: (وداد)
- آمال عفيش: (سميرة)

## فريق العمل
- إخراج: محمد سلمان
- تأليف: محمد سلمان
- مدير التصوير: إبراهيم شامات
- مونتاج: محمد عباس
- إنتاج: أفلام عدنان الحوت
- توزيع: أفلام تحسين القوادري

## أغاني الفيلم
- عالبساطة، تأليف: ميشال طعمة، ألحان: سهيل عرفة
- دلعونا، تأليف: ميشال طعمة، ألحان: إلياس الرحباني
- اعطوني دربكي، تأليف: مارون كرم، ألحان: محمد سلمان